# آسمان را با ستارگان نقاشی کن
آسمان را با ستارگان نقاشی کن نام یک آلبوم تلفیقی از موسیقی‌دان ایرلندی، انیا، است که دربرگیرندهٔ برگزیده‌ای از بهترین آثار او به همراه دو ترانه‌است که پیش از این عرضه نشده بودند: «آسمان را با ستارگان نقاشی کن» و «فقط اگر…»

## فهرست آهنگ‌ها
همهٔ ترانه‌ها به وسیلهٔ انیا نوشته شده با متن‌های روما رایان به جز «سالن‌های مرمری» (سنتی)
1. ‎ «Orinoco Flow» – ۴:۲۶‎
2. ‎ «Caribbean Blue» – ۳:۵۸‎
3. ‎ «Book of Days» – ۲:۵۶‎
4. ‎ «Anywhere Is» – ۳:۴۶‎
5. ‎ «Only If...» – ۳:۱۹‎
6. ‎ «The Celts» – ۲:۵۷‎
7. ‎ «China Roses» – ۴:۴۰‎
8. ‎ «Shepherd Moons» – ۳:۴۰‎
9. ‎ «Ebudæ» – ۱:۵۲‎
10. ‎ «Storms in Africa» – ۴:۱۱‎
11. ‎ «Watermark» – ۲:۲۶‎
12. ‎ «Paint the Sky with Stars» – ۴:۱۵‎
13. ‎ «Marble Halls» – ۳:۵۵‎
14. ‎ «On My Way Home» – ۳:۳۸‎
15. ‎ «The Memory of Trees» – ۴:۱۹‎
16. ‎ «Boadicea» – ۳:۲۸‎

## تک‌آهنگ‌ها
«فقط اگر…» هم‌چنین به عنوان یک تک‌آهنگ به همراه ترانهٔ از پیش عرضه‌نشدهٔ «بیدهای روی آب» و نیز ترانهٔ «Oíche Chiún» (شب ساکت) در همان سال عرضه شد.
گروه فیوجیز از ترانهٔ «Boadicea» برای ترانهٔ رتبهٔ یک خود در بریتانیا، آماده یا نه، نمونه‌برداری کردند. به غیر از این مورد، ماریو ویننس از این ترانه برای ترانه‌های رتبهٔ یک و دو در بریتانیا، من نمی‌خواهم بدانم نمونه‌برداری کرد.

## گواهی‌نامه‌ها، حد رتبه و فروش
| کشور         | حد رتبه    | گواهی‌نامه (در صورت وجود) | فروش/محموله |
| ------------ | ---------- | ------------------------ | ----------- |
| استرالیا     |            | پلاتین (۳بار)            | ۲۱۰٬۰۰۰+    |
| اتریش        | ۳          | پلاتین                   | ۳۰٬۰۰۰+     |
| برزیل        |            | پلاتین (۲بار)            | ۵۰۰٬۰۰۰+    |
| فنلاند       | ۱۲         | طلا                      | ۲۳٬۹۷۴+     |
| فرانسه       |            |                          |             |
| آلمان        |            | پلاتین                   | ۲۰۰٬۰۰۰+    |
| ژاپن         | ۴          | پلاتین (۴x) (میلیون)     | ۱٬۰۶۰٬۰۰۰+  |
| هلند         |            | طلا                      | ۴۰٬۰۰۰+     |
| نروژ         | ۲ (۴ هفته) | پلاتین                   | ۴۰٬۰۰۰+     |
| سوئد         | ۱ (۲ هفته) | پلاتین (۲بار)            | ۱۶۰٬۰۰۰+    |
| سوییس        | ۷ (۴ هفته) | پلاتین                   | ۵۰٬۰۰۰+     |
| بریتانیا     | ۴          | پلاتین                   | ۳۰۰٬۰۰۰+    |
| ایالات متحده | ۳۰         | پلاتین (۴بار)            | ۴٬۳۰۰٬۰۰۰+  |